# Aeroport Internacional Hamad
L'Aeroport Internacional Hamad (àrab: مطار حمد الدولي, Maṭār Ḥamad ad-Duwalī) és un aeroport internacional de Qatar i la seu principal de Qatar Airways. Situat a l'est de la capital del país, Doha, va substituir el proper Aeroport Internacional de Doha com a aeroport més important de Qatar.
Abans conegut com a Nou Aeroport Internacional de Doha, l'Aeroport Internacional Hamad s'havia d'inaugurar el 2008 però, finalment, va començar a funcionar amb sis anys de retard el 30 d'abril de 2014. Qatar Airways i la resta d'aerolínies es van traslladar formalment al nou aeroport el 27 de maig de 2014. L'aeroport duu el nom de l'anterior emir de Qatar, Hamad bin Khalifa Al Thani.